# 신체 강탈자의 침입
《신체 강탈자의 침입》(영어: Invasion of the Body Snatchers)은 1956년 개봉한 미국의 SF 공포 영화이다. 돈 시겔이 감독을 맡았으며, 잭 피니의 소설 The Body Snatchers 가 영화의 원작이다. 1994년 미국 국립영화등기부에 등재되었다.

## 출연

### 주연
- 케빈 매카시

### 조연
- 데이너 윈터

## 기타
- 원작자: 잭 피니
- 조감독: 리처드 메이베리
- 음향: 랠프 버틀러
- 미술: 테드 하워스

## 같이 보기
- 우주의 침입자 (1978)
- 보디 에일리언 (1993)

## 참고 문헌
- Bernstein, Matthew. Walter Wanger: Hollywood Independent. St. Paul, Minneapolis: University of Minnesota Press, 2000. ISBN 978-0-52008-127-7.